# Endre Bajcsy-Zsilinszky
Endre Bajcsy-Zsilinszky (6. června 1886, Szarvas – 24. prosince 1944, Sopronkőhida) byl maďarský politik a novinář slovenského původu.
Navštěvoval evangelické gymnázium v Békéscsabě, poté studoval práva v Kluži, Lipsku a Heidelbergu, kde roku 1908 promoval. Roku 1930 spoluzakládal Národní radikální stranu (Nemzeti Radikális Párt), za kterou byl roku 1938 zvolen do parlamentu. Později ve sněmovně zastupoval Malorolnickou stranu. Za 2. světové války byl odpůrcem vojenské účasti Maďarska na straně mocností Osy. Když došlo k obsazování Jugoslávie, nechal v Novém Sadu (Novi Sad) místní maďarský velitel Fekethalmy postřílet 1000 Židů a 2000 Srbů. Bajcsy-Zsilinszky proti tomu ostře protestoval a požadoval pohnat Fekethalmyho k odpovědnosti. Roku 1944 byl zatčen gestapem, propuštěn, znovu zatčen a nakonec popraven oběšením 24. prosince 1944 v Sopronkőhidě. Po válce mu byl uspořádán čestný pohřeb v Tarpě.